# Prvenstvo Hrvatske u dvoranskom hokeju 1999.
Prvenstvo Hrvatske u dvoranskom hokeju za 1999. je peti put zaredom osvojio Marathon iz Zagreba. 

Prvenstvo je igrano između 3. siječnja i 7. ožujka 1999. godine.

## I. liga

### Prvi dio
| mj | klub                       | ut | pob | ner | por | gol+ | gol- | bod |           |
| -- | -------------------------- | -- | --- | --- | --- | ---- | ---- | --- | --------- |
| 1. | Zelina (Sveti Ivan Zelina) | 7  | 6   | 0   | 1   | 50   | 24   | 18  | I. A liga |
| 2. | Marathon (Zagreb)          | 7  | 6   | 0   | 1   | 54   | 24   | 18  | I. A liga |
| 3. | Mladost (Zagreb)           | 7  | 4   | 1   | 2   | 41   | 23   | 13  | I. A liga |
| 4. | Jedinstvo (Zagreb)         | 7  | 4   | 1   | 2   | 36   | 20   | 13  | I. A liga |
| 5. | Centar (Zagreb)            | 7  | 4   | 0   | 3   | 47   | 38   | 12  | I. B liga |
| 6. | Concordia (Zagreb)         | 7  | 2   | 0   | 5   | 34   | 57   | 6   | I. B liga |
| 7. | Atom (Zagreb)              | 7  | 1   | 0   | 6   | 20   | 72   | 3   | I. B liga |
| 8. | Trešnjevka (Zagreb)        | 7  | 0   | 0   | 7   | 16   | 40   | 0   | I. B liga |

### I. A liga
| mj | klub                       | ut | pob | ner | por | gol+ | gol- | bod |
| -- | -------------------------- | -- | --- | --- | --- | ---- | ---- | --- |
| 1. | Marathon (Zagreb)          | 9  | 6   | 0   | 3   | 57   | 38   | 18  |
| 2. | Zelina (Sveti Ivan Zelina) | 9  | 6   | 0   | 3   | 57   | 42   | 18  |
| 3. | Jedinstvo (Zagreb)         | 9  | 6   | 0   | 3   | 55   | 48   | 18  |
| 4. | Mladost (Zagreb)           | 9  | 0   | 0   | 9   | 40   | 81   | 0   |

Prvenstvo pripalo Marathonu temeljem boljeg međusobnog omjera od Zeline i Jedinstva.

### I. B liga
| mj | klub                | ut | pob | ner | por | gol+ | gol- | bod    |
| -- | ------------------- | -- | --- | --- | --- | ---- | ---- | ------ |
| 1. | Concordia (Zagreb)  | 6  | 4   | 2   | 0   | 42   | 24   | 14     |
| 2. | Atom (Zagreb)       | 6  | 3   | 0   | 3   | 26   | 22   | 9      |
| 3. | Trešnjevka (Zagreb) | 6  | 1   | 2   | 3   | 23   | 23   | 5      |
| 4. | Centar (Zagreb)     | 6  | 2   | 0   | 4   | 19   | 41   | 4 (-2) |

### II. liga
| mj | klub                  | ut | pob | ner | por | gol+ | gol- | bod |
| -- | --------------------- | -- | --- | --- | --- | ---- | ---- | --- |
| 1. | Trnje (Zagreb)        | 10 | 9   | 1   | 0   | 64   | 27   | 28  |
| 2. | ZHC (Zagreb)          | 10 | 7   | 0   | 3   | 57   | 36   | 21  |
| 3. | Zagreb (Zagreb)       | 10 | 4   | 1   | 5   | 41   | 47   | 13  |
| 4. | Akademičar (Zagreb)   | 10 | 3   | 1   | 6   | 27   | 40   | 10  |
| 5. | Sloga (Zagreb)        | 10 | 3   | 1   | 6   | 24   | 32   | 10  |
| 6. | Instalo - AS (Zagreb) | 10 | 1   | 2   | 7   | 20   | 51   | 5   |